# Schachmuseum Ströbeck

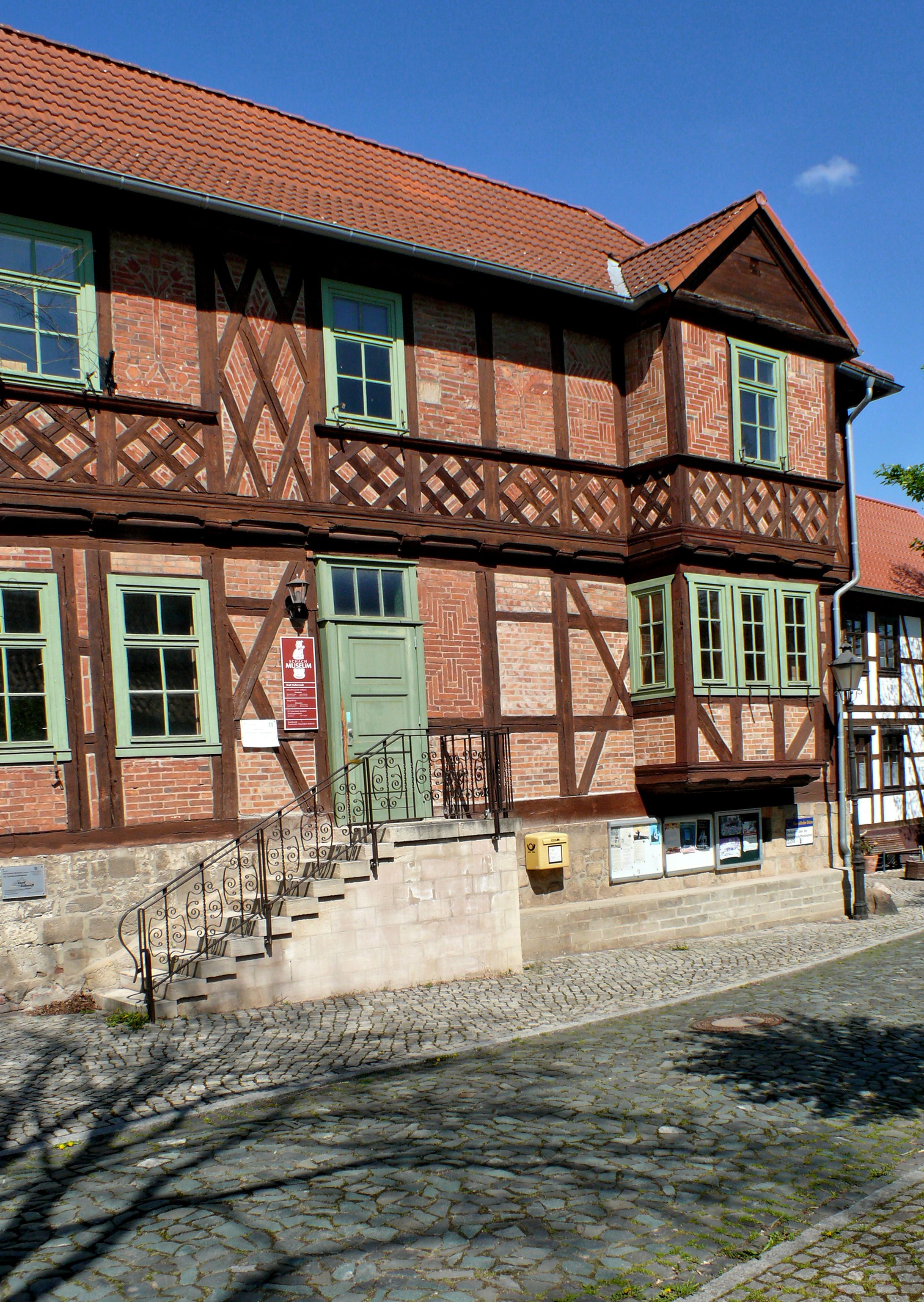
Das zurzeit geschlossene Museum im Gebäude Platz am Schachspiel 97 im Jahr 2022

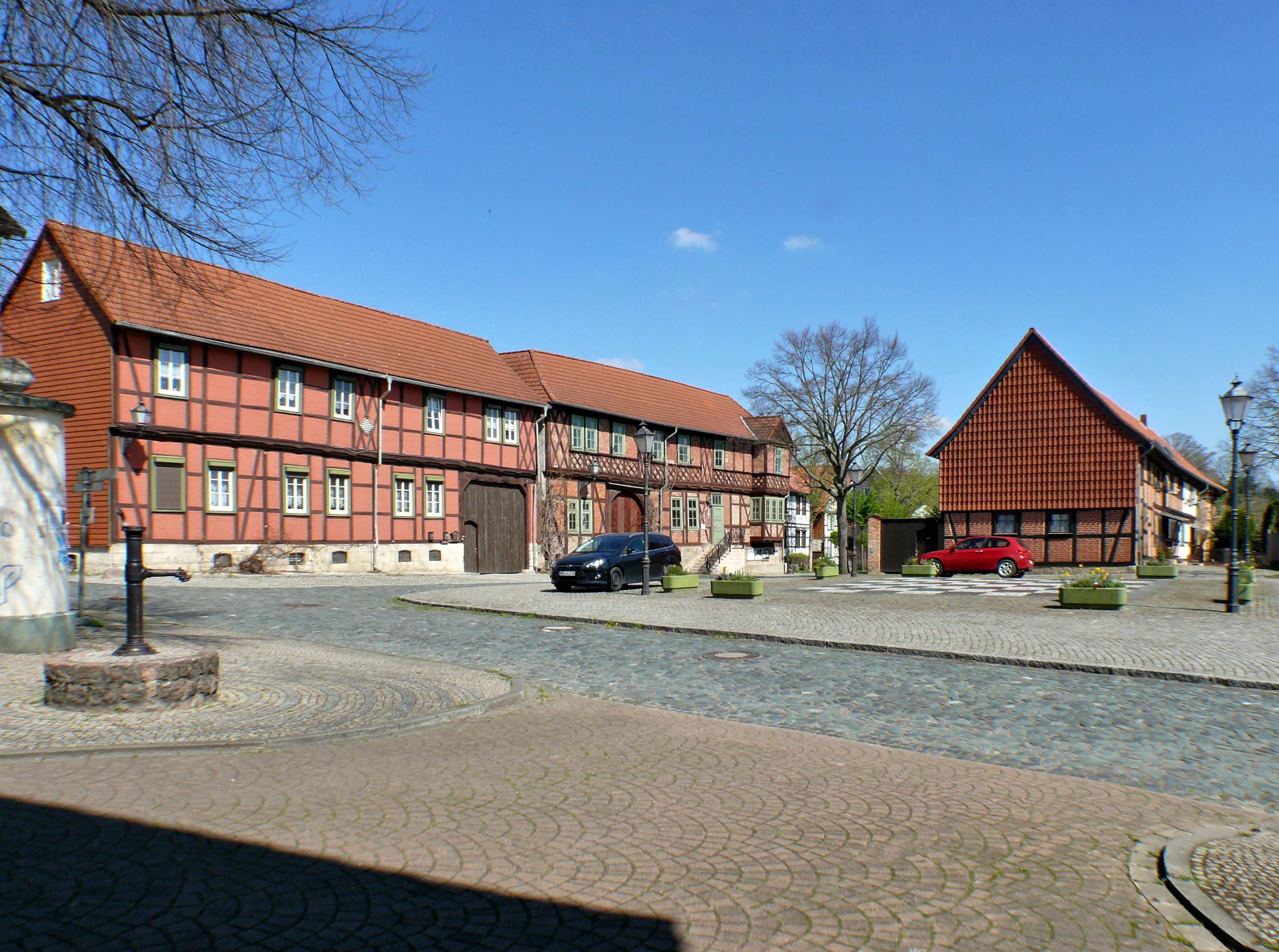
… in der Bildmitte am „Schachplatz“

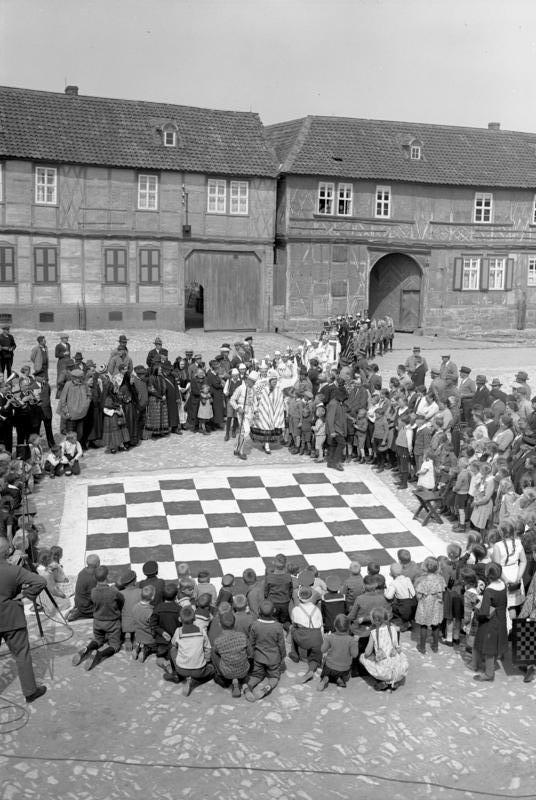
… im Hintergrund rechts im Jahr 1932

Das Schachmuseum Ströbeck ist ein Regionalmuseum im Schachdorf Ströbeck (Ortsteil von Halberstadt, Landkreis Harz, Sachsen-Anhalt).

## Gründung und Aufbau
Im Mai 1991 wurde in einem kleinen Fachwerkhaus am Schachturm das einzige öffentliche Schachmuseum Deutschlands eröffnet. Zuvor hatte Ströbeck viele Jahre ein Traditionszimmer im Gasthaus zum Schachspiel besessen. Viele Ausstellungsobjekte wurden für das Museum zusammengetragen aus dem Traditionszimmer, vom Schachverein, von Ströbeckern und auch Spenden und Leihgaben von Schachfreunden aus Deutschland und dem Ausland. Als die Räume zu eng wurden, baute man 2005 das alte Ratsgebäude zum neuen Museum aus. Es wurde im Januar 2006 eröffnet und ist direkt am Platz am Schachspiel gelegen.

## Brand im November 2019
Im November 2019 kam es im Gebäude des Museums zu einem Brand, bei dem einige Exponate zerstört wurden, die große Mehrheit aber gerettet werden konnte. Wiederaufbau und Zukunft des Museums sind ungewiss.

## Schachmuseum on tour
Bis zur angestrebten Wiedereröffnung im Jahr 2028 steht eine Wanderausstellung in Zusammenarbeit mit der Emanuel Lasker Gesellschaft auf Anfrage zur Verfügung. Neben dem modernen Schach können an Spielstationen das historische Kurierschach sowie Lasca, ein vom ehemaligen Schachweltmeister Emanuel Lasker entwickeltes Spiel, ausprobiert und kennengelernt werden.

## Sammlungs- und Ausstellungsumfang
Im Museum sind hauptsächlich Zeugnisse der Ströbecker Schachtradition und Schachgeschichte ausgestellt, wie das Kurfürstenbrett, Kostüme des Lebendschachensembles, der Brief des Preußenkönigs, das Gästebuch des Schachvereins oder ein Gewinnerbrett eines Schülers von 1828. Gezeigt werden auch die unterschiedlichsten Schachspiele verschiedener Völker, in denen sich die jeweiligen Kulturen widerspiegeln, wie die Eskimofiguren mit Iglu, Polarfuchs und Schneeeule. In einem Medienraum können zahlreiche Filme über Ströbeck angesehen werden. Ebenfalls können die Besucher in einem Leseraum Einblick in eine Sammlung von Schachliteratur nehmen.
Im Museumsinnenhof befindet sich ein großes Schachbrett. 2006 hinterließen Künstler des niederländischen Kulturdorfes ein Gemälde auf der Museumsmauer. Es stellt Ströbecker in schwarz-weiß-karierter Badekleidung dar, die über eine Mauer nach dem Badeort Wijk aan Zee schauen.